# Santa Clara, Utah
Santa Clara är en stad (city) i Washington County i Utah. Vid 2010 års folkräkning hade Santa Clara 6 003 invånare.